# Hernando Segura Baquero
Hernando Segura Baquero es un contrabajista nacido en Bogotá. 

## Biografía
Su iniciación musical la tuvo en la parroquia de su barrio: El voto nacional, donde de niño cantó en el coro por seis años. Allí mismo tuvo algunas experiencias con la flauta y el trombón. En 1950 ingresó al Conservatorio Nacional de Música, donde comenzó a estudiar contrabajo con el profesor José Tomás Posada. En 1953, se creó la Orquesta Sinfónica de Colombia, donde ingresó por concurso. Continuó sus estudios de contrabajo con los profesores Manuel Verdeguer y Otto Stiglmayer en la Universidad Nacional de Colombia. En 1961 recibe el título de contrabajista de la Universidad Nacional de Colombia, y en 1962 gozando de la beca que otorgaba la Universidad Nacional de Colombia al mejor estudiante de último año y en comisión de la Orquesta Sinfónica de Colombia, hizo sus estudios de postgrado en la "Eastman School of Music" de la Universidad de Rochester, Estados Unidos, con el reconocido maestro Oscar Zimmerman.
En los Estados Unidos hizo varios cursos de verano, entre otros el del festival Berkshire de la Orquesta Sinfónica de Boston en Tanglewood.
Perteneció a la orquesta Filarmónica de Rochester, a la Eastman Filarmonía, y a la American Symphony Orchestra League, donde tuvo oportunidad de tocar bajo la dirección de grandes directores, y con los más importantes solistas de la época.

## Obra
La Universidad de Miami lo ha invitado en dos oportunidades a realizar cursos de contrabajo en dicha universidad.Durante dieciocho años desempeñó el cargo de contrabajo principal de la Orquesta Sinfónica de Colombia.Durante este tiempo tocó bajo la batuta de Olav Roots, Paul Hindemith, Aram Jachaturián, Ígor Stravinski, Everet Lee, entre otros. En Bogotá ha pertenecido a diversos conjuntos de cámara, como la Orquesta Colombiana de Arcos, la agrupación Nueva Música, el conjunto colombiano de cámara, la orquesta pro-arte y varias más. Fue profesor de contrabajo de la Universidad Nacional de Colombia desde 1966, donde han sido sus alumnos todos los contrabajistas colombianos de la Orquesta Filarmónica de Bogotá, la Orquesta Sinfónica Nacional de Colombia , y otros que trabajan en diferentes orquestas tanto del país como en el exterior.
En colaboración de la Orquesta Sinfónica de Colombia, y de la Universidad Nacional, ha realizado varios cursos de actualización con los más renombrados contrabajistas de Estados Unidos y Europa. En febrero de 1992 fue invitado por la Organización de Estados Americanos O.E.A. a San José de Costa Rica, al encuentro internacional de maestros de contrabajo. El 17 de mayo de 1992 se retira simultáneamente de la Universidad Nacional, y de la Orquesta Sinfónica de Colombia para pensionarse. A partir de su retiro ha continuado impartiendo clases particulares, y colaborando con la Fundación Nacional Batuta; viajando por diferentes ciudades y diferentes universidades del país como profesor de contrabajo.